# Elezioni generali in Sudafrica del 2024
Le elezioni generali in Sudafrica del 2024 si sono tenute il 29 maggio per il rinnovo dell'Assemblea nazionale, la camera bassa del parlamento del paese.
Esse sono state caratterizzate, secondo quanto già anticipato dai sondaggi e dalle proiezioni, per la prima volta dalla fine dell’apartheid, dalla perdita della maggioranza assoluta dei seggi da parte del Congresso Nazionale Africano (ANC), il quale, pur essendo comunque giunto primo con 159 seggi, ha risentito intensamente di una grave perdita di consensi dovuta a vari fattori, tra cui la creazione del partito uMkhonto we Sizwe (MK) da parte della fazione favorevole all’ex-Presidente Jacob Zuma, il quale è invece divenuto, giungendo al terzo posto con 58 seggi a discapito dei 39 di Economic Freedom Fighters (EFF), potenziale ago della bilancia di una futura maggioranza parlamentare. Parimenti, degno di nota è stato anche la contenuta ma importante crescita di Alleanza Democratica (DA), di centro-destra, la quale è giunta seconda con 87 seggi, e la crescita di altre formazioni minori, tra cui alcune alleate con i maggiori partiti.

## Sistema elettorale
Per le elezioni parlamentari, la legge elettorale sudafricana prevede l’applicazione di un sistema proporzionale a lista chiusa di partito puro, ossia senza soglia di sbarramento, con i deputati eletti, in base ad un emendamento al sistema elettorale, da due diverse tipologie di collegi elettorali:
- 200 seggi, infatti, sono eletti all’interno di un collegio unico nazionale;
- I restanti 200 seggi, invece, sono eletti tra le nove province del paese, costituenti ciascuna un collegio plurinominale con un peso politico diverso in base alla loro popolazione, come mostrato nel seguente prospetto:

| Provincia           | Seggi spettanti |
| ------------------- | --------------- |
| Gauteng             | 48              |
| KwaZulu-Natal       | 41              |
| Capo Orientale      | 25              |
| Capo Occidentale    | 23              |
| Limpopo             | 19              |
| Mpumalanga          | 15              |
| Nord-ovest          | 13              |
| Stato libero        | 11              |
| Capo Settentrionale | 5               |
| Totale              | 200             |

In seguito, conseguentemente a questa bipartizione, i voti e le preferenze sono tradotti in seggi secondo due metodi ben precisi:
- A livello dei collegi provinciali, viene applicato il metodo del quoziente e dei più alti resti secondo il “quoziente di Droop”;

- A livello del collegio nazionale invece, oltre a quest’ultimo, al fine di massimizzare l’effetto proporzionale, vengono allocati i seggi sottraendo quelli già vinti in sede provinciale dal risultato complessivo nazionale.[9]

Infine, sebbene non direttamente eletta con questa tornata, i risultati delle elezioni parlamentari sono rilevanti anche per la Presidenza, ossia il vertice dell’apparato governativo, poiché essa è eletta in base alla futura composizione politica dell’Assemblea (ex Art. 86 Cost.), secondo gli schemi di una Repubblica parlamentare mista.

## Risultati
| Liste                                         | Nazionale  | Nazionale | Nazionale | Regionale  | Regionale | Regionale | Totale seggi |  |
| Liste                                         | Voti       | %         | Seggi     | Voti       | %         | Seggi     | Totale seggi |  |
| --------------------------------------------- | ---------- | --------- | --------- | ---------- | --------- | --------- | ------------ |  |
| Congresso Nazionale Africano (ANC)            | 6 459 683  | 40,18     | 73        | 6 239 089  | 39,34     | 86        | 159          |  |
| Alleanza Democratica (DA)                     | 3 505 735  | 21,81     | 42        | 3 454 008  | 21,78     | 45        | 87           |  |
| uMkhonto we Sizwe (MK)                        | 2 344 309  | 14,58     | 31        | 2 240 555  | 14,13     | 27        | 58           |  |
| Economic Freedom Fighters (EFF)               | 1 529 961  | 9,52      | 17        | 1 560 068  | 9,84      | 22        | 39           |  |
| Partito della Libertà Inkata (IFP)            | 618 207    | 3,85      | 8         | 688 879    | 4,34      | 9         | 17           |  |
| Alleanza Patriottica (PA)                     | 330 425    | 2,06      | 5         | 347 292    | 2,19      | 4         | 9            |  |
| Fronte della Libertà Più (FF+)                | 218 850    | 1,36      | 4         | 236 594    | 1,49      | 2         | 6            |  |
| AzioneSA (ASA)                                | 192 373    | 1,20      | 4         | 220 878    | 1,39      | 2         | 6            |  |
| Partito Democratico Cristiano Africano (ACDP) | 96 575     | 0,60      | 3         | 93 869     | 0,59      | 0         | 3            |  |
| Movimento Democratico Unito (UDM)             | 78 448     | 0,49      | 2         | 85 764     | 0,54      | 1         | 3            |  |
| Sorgi Mzansi (RISE)                           | 67 975     | 0,42      | 1         | 70 424     | 0,44      | 1         | 2            |  |
| Costruisci un Sudafrica (BOSA)                | 65 912     | 0,41      | 2         | 69 499     | 0,44      | 0         | 2            |  |
| African Transformation Movement (ATM)         | 63 554     | 0,40      | 2         | 66 912     | 0,42      | 0         | 2            |  |
| Al Jama-ah (AJ)                               | 39 067     | 0,24      | 2         | 53 405     | 0,34      | 0         | 2            |  |
| Congresso Nazionale Colorato (NCC)            | 37 422     | 0,23      | 1         | 47 188     | 0,30      | 1         | 2            |  |
| Congresso Panafricano di Azania (PACA)        | 36 716     | 0,23      | 1         | 40 843     | 0,26      | 0         | 1            |  |
| Trasformazione Unita degli Africani (UAT)     | 35 679     | 0,22      | 1         | 32 271     | 0,20      | 0         | 1            |  |
| GOOD                                          | 29 501     | 0,18      | 1         | 36 307     | 0,23      | 0         | 1            |  |
| #Hope4SA (#H4SA)                              | 27 206     | 0,17      | 0         | 16 967     | 0,11      | 0         | 0            |  |
| Altri (<0,15%)                                | 425 541    | 2,65      | 0         | 342 472    | 2,16      | 0         | 0            |  |
| Totale                                        | 16 076 719 | 100       | 200       | 15 858 418 | 100       | 200       | 400          |  |
|                                               |            |           |           |            |           |           |              |  |
| Schede nulle                                  | 252 553    | 1,55      |           | 156 034    | 0,97      |           |              |  |
| Votanti                                       | 16 290 156 | 58,64     |           | 16 015 252 | 57,77     |           |              |  |
| Elettori                                      | 27 782 081 |           |           | 27 723 279 |           |           |              |  |

| Riepilogo dei seggi | Riepilogo dei seggi | Riepilogo dei seggi | Riepilogo dei seggi | Riepilogo dei seggi | Riepilogo dei seggi | Riepilogo dei seggi |
| ------------------- | ------------------- | ------------------- | ------------------- | ------------------- | ------------------- | ------------------- |
|                     |                     |                     |                     |                     |                     |                     |
| EFF                 | 39                  | ▼ 5                 |                     | AJ                  | 2                   | ▲ 1                 |
| PACA                | 1                   | ━                   |                     | UAT                 | 1                   | Nuovo               |
| MK                  | 58                  | Nuovo               |                     | ANC                 | 159                 | ▼ 71                |
| UDM                 | 3                   | ▲ 1                 |                     | BOSA                | 2                   | Nuovo               |
| GOOD                | 1                   | ▼ 1                 |                     | RISE                | 2                   | Nuovo               |
| DA                  | 87                  | ▲ 3                 |                     | NCC                 | 2                   | Nuovo               |
| ATM                 | 2                   | ━                   |                     | ACDP                | 3                   | ▼ 1                 |
| ASA                 | 6                   | Nuovo               |                     | IFP                 | 17                  | ▲ 3                 |
| FP+                 | 6                   | ▼ 4                 |                     | PA                  | 9                   | ▲ 9                 |